# 斉藤美彦
斉藤 美彦（さいとう よしひこ、1955年 - ）は、日本の経済学者。博士（経済学）。イギリスのリーテイル・バンキング研究から、金融政策や中央銀行デジタル通貨（CBDC）にその研究分野を移している。
令和に入ってからも引き続き活動範囲を広げており、2020年4月には自身のYouTubeチャンネル（斉藤美彦チャンネル）を開設した。

## 略歴
- 1955年 北海道北見市生まれ
- 1973年 北海道札幌南高等学校卒業
- 1979年 東京大学経済学部経済学科卒業
- 1979年 全国銀行協会連合会入社
- 1983年 預金保険機構出向（1985年まで）
- 1986年 ロンドン・スクール・オブ・エコノミクス（LSE）大学院研究生（1987年まで）
- 1990年 日本証券経済研究所入所
- 1992年 ロンドン大学東洋アフリカ研究学院（SOAS）客員研究員
- 1995年 オックスフォード大学セント・アントニーズ・カレッジスワイヤ・キャセイパシフック・フェロー（1996年まで）
- 1997年 広島県立大学経営学部助教授
- 2001年 獨協大学経済学部教授
- 2007年 中国社会科学院日本研究所客員研究員（2008年まで）
- 2015年 大阪経済大学経済学部教授
- 2025年 公益財団法人政治経済研究所主任研究員

## 著書

### 単著
- ホモ・クアンティフィカンスと貨幣（丸善プラネット）2024年
- ポスト・ブレグジットのイギリス金融：政策・規制・ペイメント（文眞堂）2021年
- イングランド銀行の金融政策（金融財政事情研究会）2014年
- 金融自由化と金融政策・銀行行動（日本経済評論社）2006年
- イギリスの貯蓄金融機関と機関投資家（日本経済評論社）1999年
- リーテイル・バンキング：イギリスの経験（時潮社）1994年
- （斎藤美彦<斉藤⇒斎藤>名義）
- 詩集　凡庸な醤油を叱責する時（デザインエッグ社）2025年
- 南行高雄（デザインエッグ社）2024年
- 詩集　日めくりのカレンダーから（現代の解読社）1983年

### 主な共著
- ファイナンス入門（学問へのファーストステップ③）（ミネルヴァ書房）2021年
- 危機対応と出口への模索 イングランド銀行の戦略（晃洋書房）2020年［髙橋亘との共著］
- 現代経済の解読（第3版）（御茶の水書房）2017年
- イギリス住宅金融の新潮流（時潮社）2010年［簗田優との共著］
- 国債累積時代の金融政策（日本経済評論社）2009年［須藤時仁との共著］
- イギリスの金融規制―市場と情報の観点から―（日本証券経済研究所）2006年
- 第5巻 金融システムの変容と危機（マルクス経済学の現代的課題第I集グローバル資本主義）（御茶の水書房）2004年
- コーポレート・ガバナンスの社会的視座（日本経済評論社）2002年
- 市場化とアメリカのインパクト（東京大学出版会）2001年
- 繁栄と破綻（日本経済評論社）1998年
- 機関投資家と証券市場（日本証券経済研究所）1997年
- 世界の貯蓄金融機関（日本評論社）1996年
- 日米金融規制の再検討（日本経済評論社）1995年
- 市場システムの理論（御茶ノ水書房）1992年

### 主な訳書
- コスタス・ラパヴィツァス著『金融化資本主義：生産なき利潤と金融による搾取』（単訳）（日本経済評論社）2018年
- フォレスト キャピー著 『イングランド銀行―1950年代から1979年まで』（共訳）（日本経済評論社）2015年
- インゴ ウォルター編『銀行の証券業務参入』（共訳）（東洋経済新報社）1990年

### 論文
- イギリスおよび日本中心に消費者信用・住宅信用・金融一般・機関投資家（年金・保険・投資信託）等に関連した論文多数